# جزیره شناور
جزیره شناور با نام دیگر جزیره پروپیلر یا مروارید اقیانوس آرام(فرانسوی: L'Île à hélice‎) رمانی است علمی تخیلی از مجموعه سفرهای شگفت‌انگیز که توسط نویسنده شهیر فرانسوی ژول ورن در سال ۱۸۹۵ به نگارش شده است. داستان این کتاب ماجراهای یک گروه ارکستر فرانسوی بر روی یک جزیره عظیم مصنوعی معروف به شهر میلیونرها در اقیانوس آرام را شرح می‌دهد.